# 阿爾當·亞沙里
阿爾當·亞沙里（2002年7月30日—）是瑞士職業足球員，現時效力於意甲球队AC米兰，主要司職中場。代表瑞士國家足球隊、瑞士21歲以下國家足球隊參加國際比賽。

## 俱樂部生涯
2020年7月31日，亞沙里在瑞士超級足球聯賽琉森足球俱樂部2-1擊敗苏黎世的比賽中完成生涯初登場 。
2024年4月，亞沙里宣布將於夏天加盟比利時職業聯賽球队布鲁日，並簽訂了為期四年的合約。據報導，轉會費為600萬歐元，創下了琉森足球俱樂部的俱樂部紀錄。

### AC米兰
2025年8月6日，贾沙里加盟意大利足球甲级联赛俱乐部AC米兰，双方签约五年，成为此夏窗中继里奇、莫德里奇后，米兰在莱茵德斯转会曼城后签下的又一位重要中场球员。

## 國際職涯
亞沙里於2022年9月27日在國家聯賽對陣捷克的比賽中首次代表瑞士國家隊出場，在補時階段替換雷莫·弗洛伊勒。

## 外部連結
- Soccerway資料庫：阿爾當·亞沙里
- 阿爾當·亞沙里在 National-Football-Teams.com 上的出场纪录
- SFL Profile 的存檔，存档日期2020-10-24.